# Ннамді Коллінз
Фаррелл Ннамді Коллінз (нім. Pharrell Nnamdi Collins, нар. 10 січня 2004, Дюссельдорф, Німеччина) — німецький футболіст нігерійського походження, захисник клубу «Айнтрахт» (Франкфурт-на-Майні).

## Ігрова кар'єра

### Клубна
Ннамді Коллінз народився у Дюссельдорфі і займатися футболом почав у місцевому клубі «Фортуна». У 2016 році футболіст приєднався до молодіжної команди дортмундської «Боруссії», де швидко почав прогресувати. У послугах захисника був зацікавлений англійський «Челсі». Але в травні 2020 року Ннамді підписав з німецьким клубом контракт, а в березні 2021 року почав займатися з першою командою клубу. Сезон 2022/23 Коллінз провів у другій команді «Боруссії» у Третій лізі. 
А влітку 2023 року футболіст перейшов до франкфуртського «Айнтрахта», з яким підписав контракт на п'ять років. 5 квітня 2024 року Коллінз дебютував на дорослому рівні, вийшовши на поле у матчі чемпіонату країни проти «Вердера».

### Збірна
Маючи нігерійське коріння, у 2019 році Ннамді Коллінх почав виступи за юнацькі збірні Німеччини.